# فريدريك من لوكسمبورغ
فريدريك من لوكسمبورغ (بالفرنسية: Frédéric de Luxembourg)‏ (965 - 6 أكتوبر 1019)؛ كونت موزلغاو، هو ابن سيغفريد من لوكسمبورغ وهيدويغ من نوردغاو.
تزوجت من امرأة غير معروفة يعتقد المؤرخون اسمها إرمنترود، كونتيسة غليبرغ؛ وأنجبت له:-
- هاينريش السابع (توفي.1047)؛ أصبح كونت لوكسمبورغ ودوق بافاريا.
- فريدريك، دوق لورين السفلى (1065-1003).
- جيزلبرت كونت لوكسمبورغ (1059-1007)؛ بإضافة إلى كونت لونغوي دي سالم.
- أدالبيرون الثالث؛ أسقف ميتز.
- تييري؛ والد بوبون، أسقف ميتز.
- أوجيف (1036-990)؛ تزوجت من بالدوين الرابع، كونت لوكسمبورغ.
- إميزا؛ تزوجت من فلف الثاني، كونت شوابيا.
- أودا؛ كونتيسة ريميرمونت، ثم راهبة.
- جيزيلا؛ تزوجت من رادلف، لورد آلست.